# Arsenura thomsoni
Arsenura thomsoni is een vlinder uit de onderfamilie Arsenurinae van de familie nachtpauwogen (Saturniidae).
De wetenschappelijke naam van de soort is voor het eerst geldig gepubliceerd door William Schaus in 1906.

## Ondersoorten
- Arsenura thomsoni thomsoni
- Arsenura thomsoni lemairei